# Comuna Riciîțea, Zaricine
Riciîțea (în ucraineană Річиця) este o comună în raionul Zaricine, regiunea Rivne, Ucraina, formată din satele Konîk, Prîvitivka și Riciîțea (reședința).

## Demografie
Componența lingvistică a comunei Riciîțea
     Ucraineană (99,37%)
     Alte limbi (0,55%)
Conform recensământului din 2001, majoritatea populației comunei Riciîțea era vorbitoare de ucraineană (99,37%), existând în minoritate și vorbitori de alte limbi.